# Simas Bertašius
Simas Bertašius (* 31. Oktober 1993 in Raseiniai) ist ein litauischer Mittelstreckenläufer, der sich auf die 1500-Meter-Distanz spezialisiert hat.

## Sportliche Laufbahn
Erste internationale Erfahrungen sammelte Simas Bertašius bei der Sommer-Universiade 2017 in Taipeh, bei der er im 1500-Meter-Lauf in 3:46,05 min den siebten Platz belegte und über 5000 Meter mit 14:39,41 min im Vorlauf ausschied. Im Jahr darauf erreichte er bei den Europameisterschaften in Berlin das Finale und erreichte dort in 3:39,04 min Rang sechs. 2019 schied er dann bei den Halleneuropameisterschaften in Glasgow mit 3:49,90 min im Vorlauf aus und im Dezember belegte er bei den Crosslauf-Europameisterschaften in der Mixed-Staffel nach 18:47 min Rang neun. 2021 verpasste er bei den Halleneuropameisterschaften in Toruń mit 3:42,17 min erneut den Finaleinzug über 1500 Meter. Mitte Juni siegte er mit neuem Landesrekord von 3:3,797 min beim Kladno hází a Kladenské memoriály und im Dezember kam er bei den Crosslauf-Europameisterschaften in Dublin nicht ins Ziel. Im Jahr darauf startete er bei den Hallenweltmeisterschaften in Belgrad und verpasste dort mit 3:48,48 min den Finaleinzug und im Sommer schied er bei den Europameisterschaften in München mit 3:40,19 min im Vorlauf aus. 2023 wurde er bei der 2. Liga der Team-Europameisterschaft im Rahmen der Europaspiele in Chorzów in 1:49,55 min Zweiter im B-Lauf über 800 Meter und gelangte über 1500 Meter mit 3:43,01 min auf Rang vier. Bei den Crosslauf-Europameisterschaften 2024 in Antalya lief er nach 23:39 min auf dem 51. Platz ein. Bei den erstmals ausgetragenen Straßenlauf-Europameisterschaften 2025 in Löwen wurde er in 29:56 min 53. im 10-km-Straßenlauf.
In den Jahren von 2015 bis 2020 wurde Bertašius litauischer Meister im 5000-Meter-Lauf sowie von 2016 bis 2024 auch über 1500 Meter und von 2022 bis 2024 über 800 Meter. In der Halle siegte er von 2016 bis 2025 jeweils über 1500 und 3000 Meter.

## Persönliche Bestzeiten
- 800 Meter: 1:48,11 min, 31. Mai 2024 in Vilnius
- 1000 Meter: 2:19,72 min, 31. August 2024 in Białystok (litauischer Rekord)
- 1500 Meter: 3:37,19 min, 26. Mai 2024 in Brüssel (litauischer Rekord)
  - 1500 Meter (Halle): 3:38,32 min, 3. Februar 2022 in Ostrava (litauischer Rekord)
- Meile: 3:59,25 min, 22. August 2020 in Vilnius (litauischer Rekord)
- 3000 Meter: 7:55,16 min, 26. Mai 2019 in Castellón de la Plana
  - 3000 Meter (Halle): 7:57,49 min, 1. März 2025 in Öskemen
- 5000 Meter: 13:48,96 min, 15. Mai 2021 in Vilnius
- 10-km-Straßenlauf: 29:56 min, 13. April 2025 in Löwen